# Christian Moser (Eishockeyspieler)
Christian Moser (* 29. Juni 1984 in Worb) ist ein Schweizer Eishockeyspieler, der seit der Saison 2015/16 beim EHC Burgdorf unter Vertrag steht. Sein Bruder Simon Moser ist ebenfalls ein professioneller Eishockeyspieler.

## Karriere

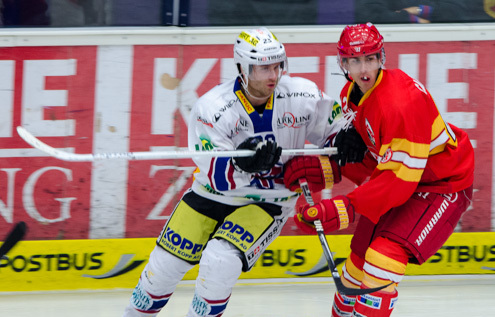
Christian Moser (links) bei einem Testspiel gegen die DEG

Christian Moser spielte als Junior beim EHC Worb. Ab 2000 ging er für den SC Langnau in der Elite-Junioren-Liga aufs Eis und debütierte während der Saison 2002/03 für die Profimannschaft des Vereins in der Nationalliga A. Zwischen 2003 und 2005 spielte er für den EHC Visp in der Nationalliga B, ehe er zu den SCL Tigers zurückkehrte. Für diese spielt er bis 2013, wobei er eher als Defensivspezialist in der Verteidigung gilt. Während der Saison 2010/11 verletzte er sich schwer und fiel fast die komplette Spielzeit aus, erhielt aber dennoch im Januar 2012 eine Vertragsverlängerung.
Zur Saison 2013/14 wurde Moser vom EHC Biel verpflichtet.

## Karrierestatistik
(Legende zur Spielerstatistik: Sp oder GP = absolvierte Spiele; T oder G = erzielte Tore; V oder A = erzielte Assists; Pkt oder Pts = erzielte Scorerpunkte; SM oder PIM = erhaltene Strafminuten; +/− = Plus/Minus-Bilanz; PP = erzielte Überzahltore; SH = erzielte Unterzahltore; GW = erzielte Siegtore; 1 Play-downs/Relegation; Kursiv: Statistik nicht vollständig)